# 菲桑特克拉爾飛行場
菲桑特克拉爾飛行場位於德班維爾東北約13（8.1英里），始建於1943年前後，最初是一座軍用飛行場，曾用於起降洛克希德文圖拉轟炸機。1993年起該飛行場為私人擁有。
菲桑特克拉爾飛行場是開普敦地區飛行訓練最常用的地點。該飛行場的經營者包括天空通訊（Sky Messaging）、開普敦飛行訓練中心（Cape Town Flight Training Centre）和航空運動（Aerosport）。消防組織（Working on Fire）在菲桑特克拉爾也有一個暑期基地。 

## 飛行場歷史
菲桑特克拉爾飛行場始建於1943年前後，佔地150公頃（370英畝），最初由南非空軍使用。剛建成時飛行場共有4條跑道，其中只有RWY23/05和RWY14/32兩條沿用至今。原先的滑行道和其他跑道已廢棄不用，但俯瞰飛行場時仍能看見。該飛行場於20世紀60年代移交給當地政府，1993年出售，歸私人擁有。

## 航道及空域信息
菲桑特克拉爾飛行場的空域屬於未受管制的G類（Class G），有自己的無線電台，頻率131.1兆赫，半徑5海里，呼號為Fisantekraal Traffic（菲桑特克拉爾交通）。開普敦航空機動區A區（Cape Town TMA sector A）將菲桑特克拉爾飛行場以上的飛行高度限為平均海拔2,000英尺（610）。飛行場西南約3.5海里處還有開普敦管制區（Cape Town CTR）。
在菲桑特克拉爾飛行場，固定翼飛行器和直升機的航道都規定在平均海拔1,200英尺（370），輕型航空器則規定在平均海拔900英尺（270），轉彎都規定向左。航道限制在以飛行場中心為圓心的2.5海里半徑內。
菲桑特克拉爾飛行場可提供100LL和W100號航空汽油。

## 其他
菲桑特克拉爾地區的地磁偏角約為西偏23°。飛行場東南還有海拔約6,600英尺（2,000）的高山。當地夏季盛行東南風，冬季盛行西北風。夏季飛行場溫度可達40°C高溫，使其密度高度最高達到3,200英尺（980）。該飛行場附近的主要飛行區有西北方的FAD200（124.4兆赫，10分鐘飛行時間）和北方的FAD69（124.2兆赫，5分鐘飛行時間）。